# Reg Birkett
Pour les articles homonymes, voir Birkett.

a Compétitions nationales et continentales officielles uniquement.

b Matchs officiels uniquement.
Dernière mise à jour le 5 juillet 2009.
Reginald Halsey Birkett dit Reg Birkett, né le 28 mars 1849 à Londres et mort le 30 juin 1898 à Kingston upon Thames, est un joueur anglais de rugby.
Il joue en équipe d'Angleterre, notamment lors du tout premier match international de l'histoire contre l'Écosse et évolue aux postes d'avant comme d'arrière.
Il exerce la profession de commerçant de peaux et de fourrures à Londres. Il meurt après un accident causé par les délires dû au typhus.

## Biographie

### En équipe nationale de rugby à XV

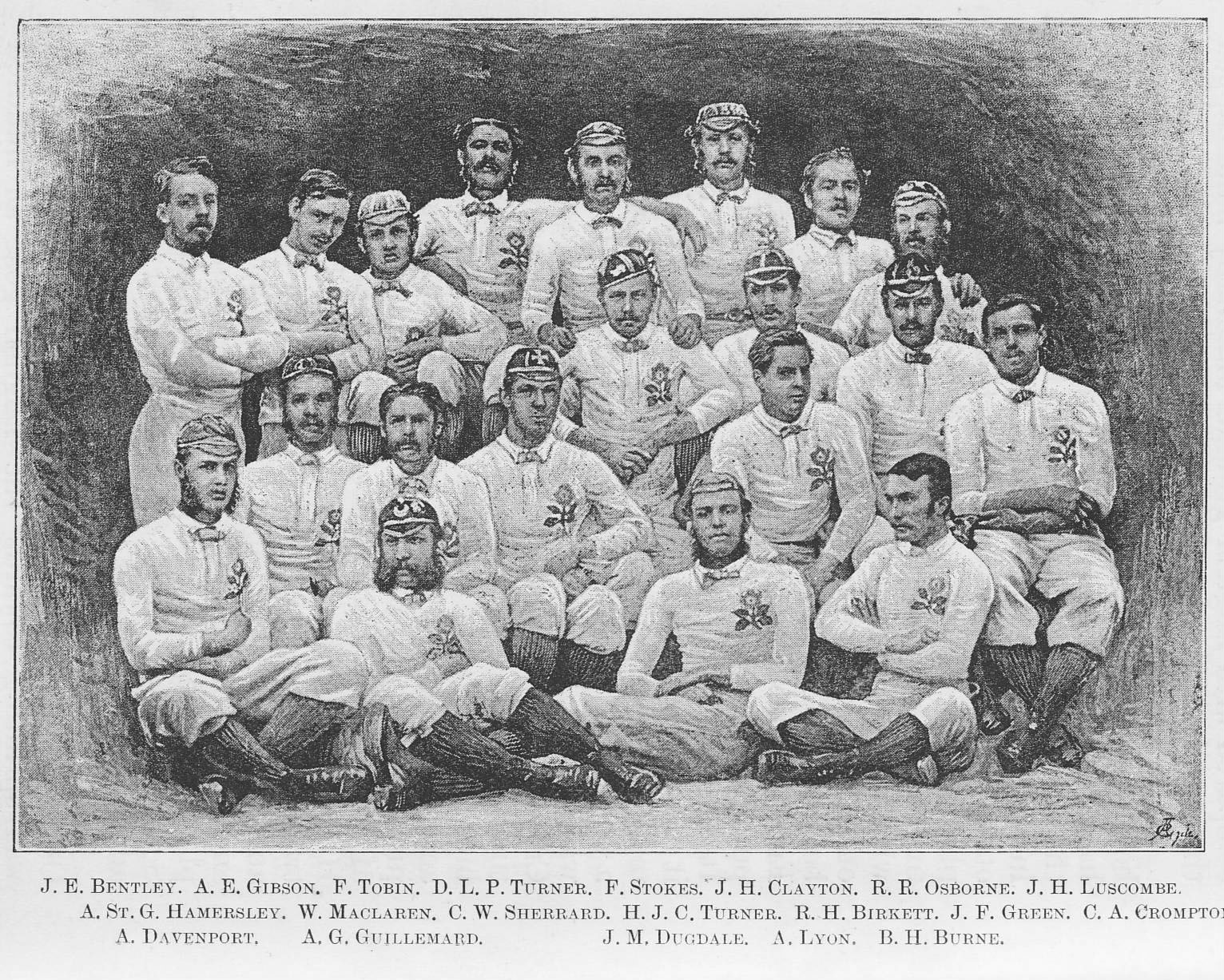
Première équipe d'Angleterre de rugby à XV.

Reg Birkett honore sa première cape internationale en équipe d'Angleterre comme avant à l'occasion de la première rencontre internationale de l'équipe d'Angleterre de rugby à XV, qui a lieu contre l'Écosse le 27 mars 1871. Ce n'est pas seulement le premier match de l'Angleterre, mais également la première rencontre internationale jamais disputée. Le match a lieu à Raeburn Place, situé à Édimbourg. L'Écosse l'emporte 4-1 devant 4 000 personnes,.
Le match est joué au Raeburn Place, un stade de cricket car la fédération écossaise de rugby à XV n'avait pas encore de stade adapté pour un match international. Il est disputé par deux équipes de 20 joueurs, en deux mi-temps de 50 minutes. Les Écossais gagnent le match par un essai et un but marqués contre un essai pour les Anglais.
En 1877, le nombre de joueurs est limité à quinze.   
Reg Birkett connaît sa dernière cape le 5 février 1877 contre l'équipe d'Irlande comme trois-quart dans la ligne arrière. Son frère Louis est également international de rugby à XV anglais, comme son fils John.

### En football
Reg Birkett a également joué au football au haut niveau, avec le club des Clapham Rovers, et il a l'honneur de connaître une cape avec l'équipe d'Angleterre en 1879. Cette même année, il dispute et perd la finale de la Coupe d'Angleterre de football, avant de l'emporter l'année suivante. C'est un joueur polyvalent, bon comme gardien de but. Il débute au football au Lancing College avant de rejoindre les Lancing Old Boys puis finalement le club de Clapham Rovers.

## Palmarès
- Vainqueur de la Coupe d'Angleterre de football 1880
- Finaliste de la Coupe d'Angleterre de football 1879

## Statistiques

### En équipe nationale de rugby à XV
- 4 sélections en équipe d'Angleterre de 1871 à 1877
- Sélections par année : 1 en 1871, 1 en 1875, 1 en 1876, 1 en 1877

### En équipe nationale de football
- 1 sélection en équipe d'Angleterre de football en 1879